# アルシ・ハリュ
アルシ・ハリュ （Arsi Ilari Harju、1974年3月18日 - ）は、フィンランドの陸上競技選手。2000年シドニーオリンピック男子砲丸投の金メダリスト。翌年の世界選手権でも20m93の記録で銅メダルを獲得している。西スオミ州南ポフヤンマー県クリッカ出身。
自己ベストはシドニーオリンピックの予選で記録した21m39である。
現在は、ユニセフ親善大使を務めている。

## 主な実績
| 年   | 大会                     | 場所                       | 種目   | 結果 | 記録  |
| ---- | ------------------------ | -------------------------- | ------ | ---- | ----- |
| 1996 | オリンピック             | アトランタ(アメリカ合衆国) | 砲丸投 | 18位 | 19m01 |
| 1998 | ヨーロッパ室内陸上選手権 | バレンシア(スペイン)       | 砲丸投 | 3位  | 20m53 |
| 2000 | オリンピック             | シドニー(オーストラリア)   | 砲丸投 | 1位  | 21m29 |
| 2001 | 世界陸上選手権           | エドモントン(カナダ)       | 砲丸投 | 3位  | 20m93 |
| 2002 | ヨーロッパ陸上選手権     | ミュンヘン(ドイツ)         | 砲丸投 | 4位  | 20m47 |
| 2003 | 世界室内陸上選手権       | バーミンガム(イギリス)     | 砲丸投 | 4位  | 20m96 |